# George Paul
Pour les articles homonymes, voir Paul.

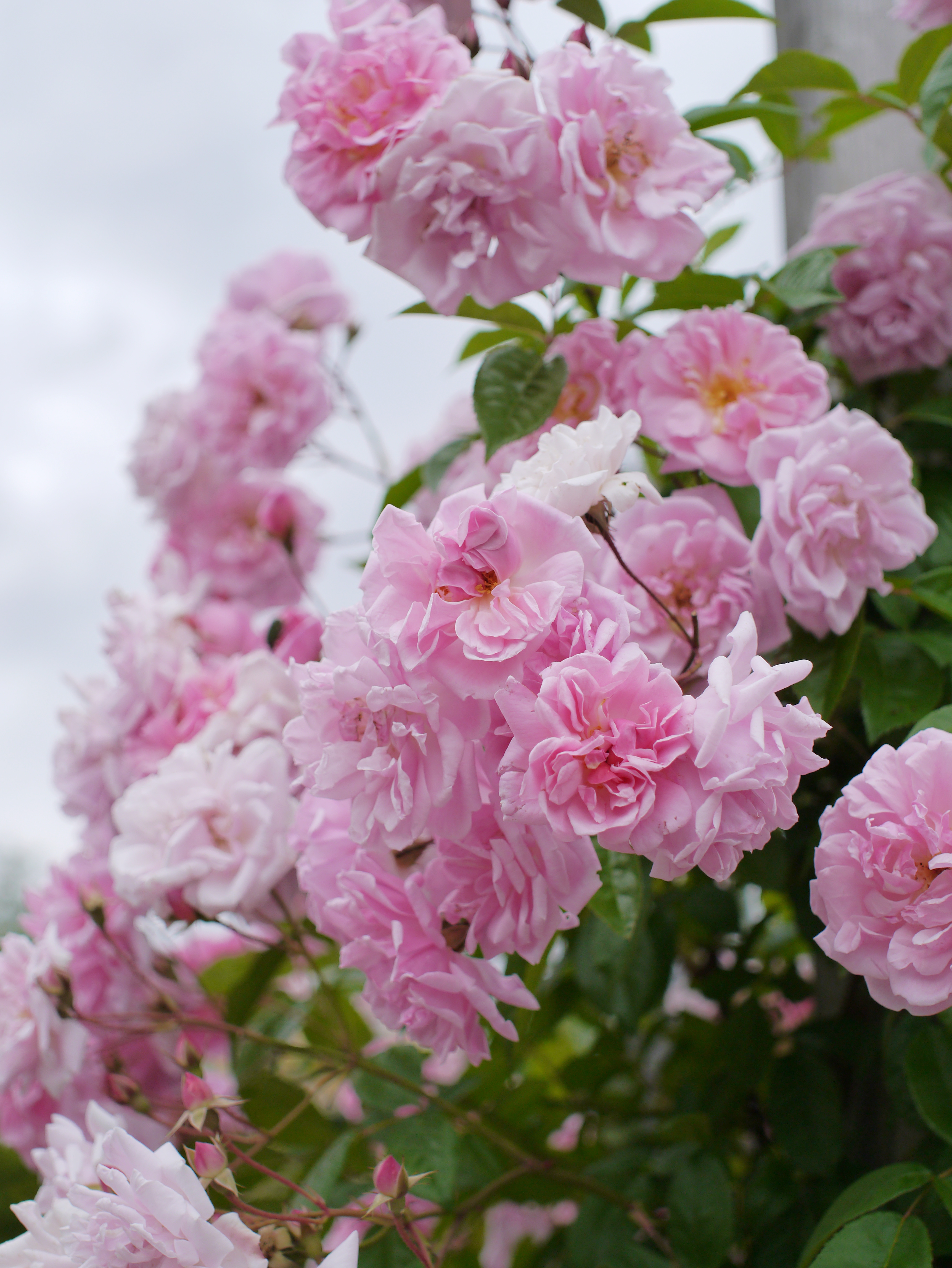
'Tea Rambler' (1902) au Japon.

George Paul, né en décembre 1841 à Cheshunt et mort le 19 septembre 1921 à Cheshunt en Angleterre, est un rosiériste britannique.